# Винилмагнийбромид
Винилмагнийбромид — металлорганический реагент, реактив Гриньяра, используемый в органическом синтезе для введения винильной группы в целевые соединения. Реагирует с широким кругом электрофильных реагентов и доступен коммерчески в виде раствора в тетрагидрофуране.

## Получение
Винилмагнийбромид коммерчески доступен в виде 1М раствора в тетрагидрофуране. В лаборатории его получают in situ из винилбромида и магния в тетрагидрофуране. Раствор этого реагента в ТГФ нужно беречь от огня и хранить в инертной атмосфере. Со временем реагент в растворе может разлагаться, поэтому перед применением его титруют для установления точной концентрации. Типичным методом является титрование с использованием ментола либо стандартизированного раствора бутанола-2 в присутствии индикатора 1,10-фенантролина. Также можно использовать титрование раствором иода и хлорида лития в тетрагидрофуране. Если раствор винилмагнийбромида хранился в течение долгого времени, его продукты разложения также могут титроваться. В этом случае его концентрацию определяют по реакции с 9-антральдегидом, устанавливая выход получаемого спирта методом ВЭЖХ. Описан также способ определения концентрации магнийорганических соединений в растворе методом 1Н ЯМР.

## Химические свойства
Винилмагнийбромид реагирует с широким кругом электрофилов: альдегидами, кетонами, сложными эфирами, лактонами, ангидридами, хлорангидридами, карбоновыми кислотами, нитрилами, амидами, эпоксидами, аллилгалогенидами и др. При комплексообразовании винилмагнийбромида с TDA-1 N(CH2CH2OCH2CH2OMe)3 образуется порошкообразный реагент, который можно вводить в реакции в углеводородных растворителях (толуол, циклогексан), как обычный реактив Гриньяра.
Обработка винилмагнийбромида безводным хлоридом церия(III) даёт соответствующий церийорганический реагент, который эффективно присоединяется к легко енолизуемым карбонильным соединениям. В присутствии меди винилмагнийбромид даёт продукты сопряжённого присоединения к ненасыщенным кетонам. Также в присутствии солей меди(I) винилмагнийбромид реагирует с алкилгалогенидами и эпоксидами, однако для стереоселективного раскрытия оксида циклогексена требуется очень чистый иодид меди(I).
В присутствии никелевых и палладиевых комплексов винилмагнийбромид сочетается с арилгалогенидами, винилгалогенидами и винилкарбаматами.